# 穆倫貝爾格縣 (肯塔基州)
穆倫貝爾格县（英語：Muhlenberg County）是位於美國肯塔基州西部的一個縣。面積1,242平方公里。根據美國2000年人口普查，共有人口31,839人。縣治格林維爾 （Greenville）。
成立於1798年12月14日，1799年5月15日生效。縣名紀念聯邦眾議員、參議員約翰·P·G·穆倫貝爾格 （John Peter Gabriel Muhlenberg）。

## 城市
- 不萊梅